# Françoise Pascal (actrice)
Pour les articles homonymes, voir Françoise Pascal et Pascal.
Françoise Pascal est une actrice britannique  née le 14 octobre 1949 à Vacoas (Maurice) de parents d'origine française.

## Biographie
Françoise Pascal grandit avec ses quatre frères et sœurs entre Maurice, Paris et Londres. Elle fait ses débuts à onze ans sur les planches parisiennes avec Jean-Louis Barrault. Mais c'est dans la capitale anglaise qu'elle s'installe et qu'elle est remarquée en dansant dans l'émission Top of the Pops
Sa carrière au cinéma  s'ouvre en 1968 avec Les Mains vicieuses de Norman J. Warren  et L'École du sexe (en), deux comédies érotiques dans l'air du temps. Figure du Swinging London, elle apparaît au côté des Rolling Stones dans One Plus One de Jean-Luc Godard et commence à attirer l'attention de la presse à sensation. Elle est choisie pour être l'égérie du mois dans Penthouse en août 1970 et fait la couverture du premier numéro de Club International en 1972. Sur grand écran, on la voit dans le film Les Voleurs de cadavres de Vernon Sewell. Elle tourne aussi pour la BBC, aux côtés de Rex Harrison dans The Adventures of Don Quixote ou de Lee Remick dans Été et Fumées d'après Tennessee Williams. Elle donne surtout par deux fois la réplique à Peter Sellers dans Une fille dans ma soupe et dans En voiture, Simone.
En 1973, Françoise Pascal tient la vedette de La Rose de fer avec pour partenaire Hugues Quester. Si elle n'est pas le premier choix de Jean Rollin, l'entente est excellente avec le réalisateur et sa performance le satisfait amplement. Le film, aujourd'hui culte, l'inscrit au premier rang dans la mémoire des amateurs du cinéaste mais connait à sa sortie un échec commercial cuisant. En 1976, elle est à l'affiche de deux comédies érotiques, l'une, Et si tu n'en veux pas, tournée en France, l'autre, À votre service Madame (en), tournée en Angleterre avec Diana Dors. Elle travaille ensuite surtout à la télévision, jouant souvent la « petite française ». Elle tient notamment le rôle de Danielle Favre dans la série Mind Your Language (en) (1977-1979) qui la consacre comme une figure populaire du petit écran. Artiste complète, elle enregistre aussi quelques 45 tours. Sa vie privée est marquée au long des années 1970 par une histoire d'amour agitée avec le comédien Richard Johnson. Le couple donne naissance à un fils, Nicholas, en 1976 et se sépare en 1980. 
En 1980, elle part pour Hollywood avec un contrat de deux ans pour jouer dans la série Les Feux de l'amour. Durant son séjour à Los Angeles, elle travaille essentiellement au théâtre, enchaînant notamment trois pièces de Shakespeare pour lesquelles ses prestations sont saluées. Elle reconnait d'ailleurs dans une récente interview avoir une prédilection pour les planches. Elle tourne en 1986 ce qui est à ce jour son dernier film Lightning, l'Étalon blanc avec Mickey Rooney et Susan George. De retour en Angleterre en 1987, elle vit d'apparitions publiques et travaille comme secrétaire. Elle participe en 1995, comme Anna Bergman entre autres, à l'émission Doing Rude Things qui revient sur l'histoire du cinéma érotique anglais.  
En janvier 2012, Françoise Pascal publie son autobiographie, As I am. L'actrice y évoque ses liaisons avec les acteurs Warren Beatty et Michael Caine et provoque quelques remous en révélant sa relation adultérine avec le très conservateur baron James Hanson. Elle revient surtout sur les excès d'un certain showbiz et sur ses problèmes d'addiction à la drogue qui ont mis prématurément fin à sa carrière hollywoodienne.
Après avoir traversé des moments particulièrement difficiles, l'actrice revenue à la lumière, consacre une grande partie de son temps à des œuvres de charité. Depuis 2010, elle organise des événements destinés à mettre en relation des associations caritatives avec les vedettes susceptibles de promouvoir leurs causes.

## Filmographie

### Cinéma

#### Longs métrages
- 1968 : Les Mains vicieuses (Loving Feeling) de Norman J. Warren : le modèle
- 1968 : One + One de Jean-Luc Godard : elle-même
- 1969 : L'École du sexe (en) (School for Sex) de Pete Walker : Sally Reagan
- 1970 : Une fille dans ma soupe (There's a Girl in My Soup) de Roy Boulting : Paola
- 1972 : Les Voleurs de cadavres (Burke and Hare) de Vernon Sewell : Marie
- 1972 : Suceurs de sang (Incense for the Damned)  de Robert Hartford-Davis : une fille à l'orgie
- 1973 : Le Péché (The Beloved) de George P. Cosmatos : Papis Filipides
- 1973 : La Rose de fer de Jean Rollin : la fille
- 1974 : En voiture, Simone (Soft Beds, Hard Battles)  de Roy Boulting : Madeleine
- 1976 : Et si tu n'en veux pas de Jacques Besnard : Margo
- 1976 : À votre service Madame (en) (Keep It Up Downstairs) de Robert Young : Mimi
- 1986 : Lightning, l'Étalon blanc (Lightning, the White Stallion) de William A. Levey : Marie Ward Leeman

#### Courts métrages
- 1971 : The Anatomy of a Pin-Up documentaire court métrage : Elle-même

#### Images d'archives
- 2007 : La Nuit des horloges de Jean Rollin (Plans extraits de La Rose de fer)

### Télévision
- 1970 : Go Girl court métrage de Steven Collins et  Kenneth F. Rowles : Martine
- 1971 : Coronation Street série télévisée : Françoise Dubois
- 1971 : Giants and Ogres épisode de  ITV Saturday Night Theatre : Secretaire
- 1972 : Summer and Smoke adaptation pour BBC Play of the Month :
- 1973 : The Adventures of Don Quixote adaptation pour BBC Play of the Month : Harlot
- 1974 : Maria Walewska épisode de la mini série Napoleon and Love de Jonathan Alwyn : Elzunia
- 1974 : A Brisk Dip Sagaciously Considered épisode de la série télévisée Late Night Drama : Cynthia Crumpet
- 1974 : A Home from Home from Home épisode de la série télévisée My Honourable Mrs : Anna-Maria
- 1975 : All My Sins Remembered épisode de la série télévisée Rule Britannia! de Anthony Parker : Colette
- 1975 : Private Lives téléfilm de John Gorrie : Louise
- 1976 : What's on Next? série télévisée : elle-même
- 1976 : 4 épisodes de la série télévisée The Brothers : Therese d'Alambert
- 1976 : The French Student épisode de la série télévisée Happy Ever After : Michelle
- 1977-1979 : 29 épisodes de la série télévisée  Mind Your Language (en) : Danielle Favre
- 1981 : 1 épisode de la série télévisée Mike Yarwood in Persons

### Documentaires
- 1978 : Those Wonderful TV Times  documentaire : Elle-même
- 1995 : Doing Rude Things  documentaire : Elle-même

## Théâtre
- Aladdin (Pantomime) : Aladdin
- Happy Birthday :  Frazer Hines, Judy Carne
- La Nuit des rois : Olivia[8]
- Comme il vous plaira : Rosalinde
- Antoine et Cléopâtre : Octavia
- Bell Book and Candle : Gillian Holroyd
- The Oxford Musical Review

## Photographie
- 1969 : Escort (Royaume-Uni) : Décembre 1969
- 1970 : Penthouse (États-Unis) : Août 1970, par Amnon Bar-Tur
- 1972 : Club International (Royaume-Uni) : n°1, par Leonardo

## Discographie
- 1968 : When It Comes To Love / Got It Badly
- 1979 : Woman is Free / Symphony for you
- 1980 : I can't get enough / Make love to me